# 西兗州
西兗州（せいえんしゅう）は、中国にかつて存在した州。

## 歴史
孝昌3年（527年）、北魏により兗州から済陰郡、済州から濮陽郡がそれぞれ分割されて西兗州が設置された。州治は済陰郡定陶県定陶城（現在の山東省菏沢市定陶区倣山鎮）に置かれたが、後に定陶県左城（現在の山東省菏沢市定陶区馬集鎮）に移された。西兗州は定陶・離狐・冤句・乗氏・濮陽・廩丘・城陽・鄄城の8県を管轄した。
536年（天平3年）、東魏により濮陽郡が司州に転属した。540年（興和2年）、済陰郡から沛郡が分割されて西兗州はこの2郡を管轄することとなった。556年（天保7年）、北斉により沛郡は済陰郡に編入されて1郡のみの管轄に戻った。
578年（宣政元年）、北周により西兗州は曹州と改称された。曹州は定陶・冤句・乗氏の3県を管轄した。